# Palomar 5
Palomar 5 é um aglomerado globular descoberto por Walter Baade em 1950. Ele foi independentemente descoberto novamente por Albert George Wilson em 1955. Depois do nome inicial Serpens, ele foi subsequentemente catalogado como Palomar 5.
Existe um processo de ruptura agindo sobre este aglomerado, devido à gravitação da Via Láctea - na verdade, existem muitas estrelas deixando este aglomerado na forma de uma corrente estelar. A corrente tem uma massa de 5000 massas solares e está espalhado por 30.000 anos-luz.